# 李方遠
李方遠（14世紀—15世紀），字懷德，號雲崧，江西南昌府南昌縣南山村人，明朝政治人物。

## 生平
李方遠是永樂六年（1405年）戊子科江西鄉試舉人，十五年（1417年）授東昌知府，在當地修建修學校、毀革淫祠、勸民務農、平均賦役，其後辭官回鄉，路上在江中遇風，他冠服向天祈禱，風因而停息。

## 引用
1. 1 2  民國《南昌縣志·卷三十一·人物志二》：李方遠，字雲崧，南山人，永樂舉人，官東昌知府，修學校、革淫祠、勸農桑、均賦役，致政歸里，江中遇風，方遠冠帶禱天，風遂息。 李氏家傳
2. ↑  民國《南昌縣志·卷二十二·選舉志三》：科第下……明……永樂六年戊子鄉試……李方遠 字懷德，南山人，詳傳
3. ↑  嘉慶《東昌府志·卷十五·職官一》：（明）知府……李方遠 南昌進士【舉人】，永樂十五年任